# Từ Khê
Từ Khê (chữ Hán phồn thể:慈溪市, chữ Hán giản thể: 慈溪市, âm Hán Việt: Từ Khê thị) là một thành phố cấp huyện thuộc địa cấp thị Ninh Ba, tỉnh Chiết Giang, Cộng hòa Nhân dân Trung Hoa. Thành phố Từ Khê có diện tích 1154 km², dân số 1.010.000 người. Thành phố này nằm ở bình nguyên Ninh Chiêu. Thời Xuân Thu xứ này thuộc Việt quốc, năm Đường Khai Nguyên thứ 26 (738) lập huyện Từ Khê. Tháng 10 năm 1988 thành lập thành phố trên cơ sở huyện Từ Khê. 
Mã số bưu chính của thành phố Từ Khê là 315300. Về mặt hành chính, thành phố Từ Khê được chia thành 3 nhai đạo, 17 trấn. Các đơn vị này lại được chia thành 38 xã khu, 28 ủy ban cư, 308 thôn hành chính, hương. 
- Nhai đạo: Hử Sơn, Tông Hán, Khảm Đôn.
- Trấn: Quan Hải Vệ, Trường Hà, Châu Hạng, Thiên Nguyên, Tân Phổ, Sùng Thọ, Thắng Sơn, Am Đông, Phụ Hải, Tiêu Lâm, Kiều Đầu, Hoành Hà, Khuông Yển, Chưởng Khởi, Phạm Thị, Tam Bắc, Long Sơn.
- Hương:.